# Transglobal Underground
Transglobal Underground, aussi écrit Trans-Global Underground (TGU), est un groupe britannique de musiques du monde, originaire de Londres, en Angleterre. Créé par Alex Kasier, Tax D et Hamid Man Tu, le groupe à effectué un tour du monde en musique entre musiques orientale, électronique, dub et hip-hop.

## Histoire
Transglobal Underground voit le jour lorsque Whelan et Lee se sont associés à un troisième musicien, Nick Page. Tous les trois prennent des pseudonymes pour le projet, qu'ils ont résolument conservés depuis (bien qu'avec des variations). Whelan devient « Alex Kasiek », Lee « Hamid Mantu » et Page « Count Dubulah » Le premier enregistrement du groupe est le single Temple Head, qui est passé par plusieurs labels avant d'être finalement publié par Nation Records en 1991. Bien qu'il n'ait pas été un grand succès, il est nommé « Single de la semaine » dans Melody Maker, une publication qui a souvent fait la critique et la promotion du groupe, et est largement diffusé dans des clubs tels que Whirl-Y-Gig. Le groupe est rapidement signé par Deconstruction Records, pour lequel il a enregistré un album. Le label refuse cependant de sortir l'album, qui voit finalement le jour sur le label Nation en 1994 sous le nom de Dream of 100 Nations. Cet album marque les débuts de Natacha Atlas, auparavant mieux connue pour son travail avec Invaders of the Heart de Jah Wobble, et le percussionniste Neil Sparkes le rejoint à peu près au même moment.
TGU se fait une réputation pour ses performances flamboyantes en live, avec des costumes dramatiques, de la danse du ventre, des percussions sans fin et des membres du groupe déguisés en gardiens de temple népalais. Le groupe sort son deuxième album International Times en 1994. Il est suivi en 1995 par l'album de remixes Interplanetary Meltdown (avec des contributions de Dreadzone, Lionrock et Youth parmi d'autres) visant carrément à être joué dans des clubs commerciaux. Après un certain nombre de tournées en Europe et en 1997 (et l'album Psychic Karaoke), Dubulah et Sparkes quittent le groupe pour former Temple of Sound.
Le projet majeur suivant de Transglobal Underground est le festival River of Music à Londres, pour lequel ils rassemblent un groupe d'artistes de toutes les nations arabes du Golfe Persique. Intitulé In Transit, ce projet se poursuit toujours à Londres, bien que, comme souvent avec Transglobal Underground, sous un certain nombre d'alias.

## Membres
Bien que Transglobal Underground ait toujours eu un line-up fluide, les deux membres principaux du groupe sont Tim Whelan (claviers, guitare, flûte, mélodica, programmation, voix) et Hamilton Lee (percussions, batterie, claviers, programmation). Tout au long de l'histoire du groupe, Whelan et Lee ont délibérément brouillé leur identité en utilisant de multiples pseudonymes et des crédits obscurs - Whelan opérant généralement sous le pseudonyme d'« Alex Kasiek » et Lee sous le pseudonyme de Hamid Mantu (également Hamid Man Tu). Whelan a également utilisé son pseudonyme « Alex Kasiek » en dehors du travail de TGU (parfois en le combinant avec son vrai nom, comme il l'a fait pour son apparition sur l'album Gramophone De Luxe de Project Dark en 2002) et a parfois laissé entendre que Kasiek était une personne distincte.
- Natacha Atlas - chant[1]
- Count Dubulah (de son vrai nom Nick Page) - basse, échantillonneur[1]
- Neil Sparkes - percussions ;
- Johnny Kalsi - dohol ;
- Coleridge - rap ;
- G Sihra (dhol) ;
- TUUP (acronyme de « The Unorthodox Unprecedented Preacher », de son vrai nom Godfrey Duncan) chant, percussions
- Sheema Mukherjee - sitar ;
- Larry Whelan - saxophone, clarinette, ney, shehnai, arrangements de cordes[1]

Les artistes ayant fait des apparitions sur les albums de TGU sont notamment :
- Aki Nawaz (de Fun-Da-Mental) ;
- Heitham Al-Sayed (de Senser) ;
- Guitariste britannique de jazz alternatif Billy Jenkins[1] ;
- Amanda de Grey (ancienne claviériste des Transmitters) ;
- Groupe de chant harmonique bulgare Trio Bulgarka ;
- Fanfara Itana, fanfare albanaise.

## Discographie
- 1993 : Dream of 100 Nations
- 1995 : International Times
- 1996 : Psychic Karaoke
- 1998 : Rejoice, Rejoice
- 1999 : Backpacking on the Graves of our Ancestors
- 2001 : Yes Boss Food Corner
- 2005 : Impossible Broadcasting
- 2008 : Moonshout
- 2008 : DVD Transglobal Underground
- 2011 : The Stone Turntable
- 2020 : Walls Have Ears